# Aeroportul Sangia Nibandera
Aeroportul Sangia Nibandera (IATA: PUM, ICAO: WAWP) este un aeroport din Tanggetada⁠(d), Kolaka⁠(d), Sulawesi Tenggara⁠(d), Indonezia.
Situat la o altitudine de 13 m, aeroportul dispune de o singură pistă.